# 矢野良子
矢野良子（日语：／ Ryoko Yano，1978年12月20日—），日本女子篮球运动员，曾随日本国家队参加了2004年夏季奥林匹克运动会女子篮球比赛，最终队伍获得第十名。

## 奖项
- 日本女子篮球联盟
  - 季后赛MVP（2003-04, 2007-08）
  - 常规赛MVP（2006-07, 2009-10）